# Massacre em autocarro no Mali em 2021
No dia 3 de dezembro de 2021 homens armados não identificados atacaram e dispararam contra um autocarro em Mopti, no centro do Mali, matando 31 civis. O autocarro estava ocupado principalmente por mulheres que viajavam de Songo-Doubacore para um mercado em Bandiagara.
De acordo com as autoridades locais de Bankass, durante o massacre, os atiradores começaram por cortar os pneus e, em seguida, dispararam contra os civis. As autoridades do Mali enviaram um grupo de oficiais de segurança do estado ao local do crime, onde encontraram 25 corpos queimados no porta-bagagens do veículo.
O massacre ocorreu no mesmo dia em que rebeldes islâmicos atacaram um comboio na região, assassinando dois soldados da paz da ONU. Os ataques ocorreram durante uma recente insurgência entre jihadistas na África Ocidental.

## Respostas
O Presidente Assimi Goita ordenou que todas as bandeiras do país ficassem a meia-haste de domingo a terça-feira, em três dias de luto nacional.